# Борски окръг
Борският окръг (на сръбски: Борски округ или Borski okrug; на румънски: Regiunea Bor) е разположен в Тимошко, североизточната част на Централна Сърбия, с площ от 3507 km2. Населението му през 2011 година е 123 848 души. Негов административен център е град Бор.

## Административно деление
В административно отношение окръгът е поделен на четири общини.
- Община Бор
- Община Кладово
- Община Майданпек
- Община Неготин

## Население

### Етнически състав
| Народност | 2002    | 2002    |
| --------- | ------- | ------- |
| Сърби     | 118 721 | 81,01 % |
| Власи     | 16 449  | 11,22 % |
| Цигани    | 1529    | 1,04 %  |
| Общо      | 146 551 | 100 %   |

### Раждаемост, смъртност и естествен прираст
Раждаемост, смъртност и естествен прираст през годините, според Статистическата служба:
|      | Раждаемост | Смъртност | Естествен прираст |
| 2010 | 890        | 2273      | -1383             |

Коефициент на раждаемост, смъртност и естествен прираст през годините, според Статистическата служба (средно на 1000 души, в ‰):
|      | Раждаемост | Смъртност | Естествен прираст |
| 2010 | 6.8        | 17.4      | -10.6             |

#### Раждаемост
Численост на живородените през годините според Статистическата служба, по общини:
|      | Борски окръг | Бор | Кладово | Майданпек | Неготин |
| 2010 | 890          | 380 | 137     | 148       | 225     |

Коефициент на раждаемост през годините според Статистическата служба, по общини (брой родени за една година на 1000 души от населението, в ‰):
|      | Борски окръг | Бор | Кладово | Майданпек | Неготин |
| 2010 | 6.8          | 7.6 | 6.4     | 7.3       | 5.8     |

#### Смъртност
Численост на починалите през годините според Статистическата служба, по общини:
|      | Борски окръг | Бор | Кладово | Майданпек | Неготин |
| 2010 | 2273         | 725 | 399     | 312       | 837     |

Коефициент на смъртност през годините според Статистическата служба, по общини (брой починали за една година на 1000 души от населението, в ‰):
|      | Борски окръг | Бор  | Кладово | Майданпек | Неготин |
| 2010 | 17.4         | 14.4 | 18.6    | 15.5      | 21.6    |

#### Естествен прираст
Естествен прираст на населението през годините според Статистическата служба, по общини:
|      | Борски окръг | Бор  | Кладово | Майданпек | Неготин |
| 2010 | -1383        | -345 | -262    | -164      | -612    |

Коефициент на естествен прираст през годините според Статистическата служба, по общини (в ‰):
|      | Борски окръг | Бор  | Кладово | Майданпек | Неготин |
| 2010 | -10.6        | -6.9 | -12.2   | -8.1      | -15.8   |